# Marcilly-sur-Maulne
Marcilly-sur-Maulne is een gemeente in het Franse departement Indre-et-Loire (regio Centre-Val de Loire) en telt 253 inwoners (2004). De plaats maakt deel uit van het arrondissement Tours.

## Geografie
De oppervlakte van Marcilly-sur-Maulne bedraagt 14,2 km², de bevolkingsdichtheid is 17,8 inwoners per km².
De onderstaande kaart toont de ligging van Marcilly-sur-Maulne met de belangrijkste infrastructuur en aangrenzende gemeenten.

## Demografie
Onderstaande figuur toont het verloop van het inwonertal (bron: INSEE-tellingen).